# Die drei Klumberger
Die drei Klumberger ist eine Fernsehserie des ZDF, die 1977 im Vorabendprogramm ausgestrahlt wurde.

## Handlung
Alfred Klumberger ist Unterhaltungskomponist, seine Frau Carolin eine ehemalige Stewardess. Mit ihren Kindern Michael, Monika und Axel – das sind die drei Klumberger – leben sie in Saarbrücken fröhlich in den Tag hinein, auch wenn es wie bei allen Kindern ab und zu mal kracht. Alles ändert sich schlagartig, als Alfred bei einem Autounfall ums Leben kommt. Carolin muss mit den beiden jüngeren Kindern in die Niederlande, ihr Heimatland, umziehen und Michael wird in ein Internat geschickt.

## Schauspieler und Rollen
Die folgende Tabelle zeigt die Schauspieler mit mehr als vier Auftritten und ggf. ihre Rollen.
| Schauspieler            | Rolle                | Folgen |
| ----------------------- | -------------------- | ------ |
| Uschi Bour              | Häuslers Assistentin | 5      |
| Edeltraut Elsner        | Lehrerin Dr. Mehring | 7      |
| Cox Habbema             | Carolin Klumberger   | 13     |
| Bettina Haensler        | Kate                 | 7      |
| Dieter Hallervorden jr. | Stefan Roeder        | 9      |
| Horst Jankowski         | Alfi Klumberger      | 5      |
| Oliver Korittke         | Axel Klumberger      | 13     |
| Dietrich Machmer        | Piet van der Möhlen  | 5      |
| Jean-Luc Cornet         | Marcel               | 7      |
| Louraine Meka           | Olive                | 5      |
| Gesa Nowoitnick         |                      | 6      |
| Roman Rhode             |                      | 7      |
| Torsten Sense           | Michael Klumberger   | 13     |
| Kirsten Stage           | Monika Klumberger    | 13     |
| Christoph Weisse        |                      | 5      |
| Hildegard Wensch        | Haushälterin Elke    | 5      |
| Wolfgang Ziffer         | Turnlehrer Horn      | 5      |

## Episoden
| Folge | Titel                          | Ausstrahlung     |
| ----- | ------------------------------ | ---------------- |
| 1     | „He, alter Mann!“              | 19. Januar 1977  |
| 2     | Pony-Party am Baumhaus         | 26. Januar 1977  |
| 3     | Mit 17 fest im Sattel?         | 2. Februar 1977  |
| 4     | Nur einer kann der erste sein! | 9. Februar 1977  |
| 5     | Die Fahrt, die alles ändert    | 16. Februar 1977 |
| 6     | Abschied                       | 23. Februar 1977 |
| 7     | Willkommen in Holland          | 2. März 1977     |
| 8     | Pension Klumberger             | 9. März 1977     |
| 9     | Familie in Betrieb             | 16. März 1977    |
| 10    | Zurück ins alte Leben          | 23. März 1977    |
| 11    | Dein Freund, Dein Helfer       | 30. März 1977    |
| 12    | Die neue Saison                | 6. April 1977    |
| 13    | Besuch in Amsterdam            | 13. April 1977   |

## DVD-Veröffentlichung
Die Serie wurde in der ZDF Flimmerkiste – Vier komplette Kinder-Klassiker in einer Box! [8 DVDs] zusammen mit den Serien Mond Mond Mond (1977), Merlin – Die komplette Serie (1979) und Unterwegs nach Atlantis (1981) im Oktober 2011 veröffentlicht.
Die Serie wurde einzeln am 12. August 2016 in einer Komplettbox mit allen 13 Folgen von Studio Hamburg Enterprises veröffentlicht.